# أسعد بيوض التميمي
أسعد بن أحمد بيوض التميمي (1925 - 1998)، داعية إسلامي وأحد مؤسسي حزب التحرير و"حركة الجهاد الإسلامي – بيت المقدس".

## ولادته ونشأته
ولد أسعد بن أحمد بيوض التميمي في مدينة الخليل في فلسطين المحتلة عام 1925 م ، حيث نشأ وترعرع من أب لم يمنعه عمله في التجارة من ممارسة النضال السياسي والجهاد الوطني ، مما جعله أن يكون في عداد المقربين من أمين الحسيني ، وما ان بلغ الثامنة من عمره ذهب مع والده إلى القاهرة ، والتحق بالأزهر الشريف لمدة اثنى عشر عاماً ، وحصل على الشهادة العالية من كلية الشريعة سنة 1947 م ، و تخصص بعدها خلال عامين حصل فيهما على الشهادة العالمية مع الإجازة في القضاء الشرعي في الأزهر سنة 1949 م.

## عودته إلى فلسطين وتأسيسه حزب إسلامي
بعد تخرجه عاد في عام 1950 م إلى موطنه في مدينة الخليل في فلسطين حيث كانت النكبة الأولى قد حلت ونتج عنها تشرد أهل فلسطين ، وهناك عين مدرساً في وزارة التربية والتعليم ، وفي نهاية سنة 1954 م قدّم استقالته من وزارة التربية والتعليم ، ثم اعتقل في سجن الجفر سنة 1955م لمدة تسعة أشهر ، وبعدها وتفرغ للعمل السياسي والحزبي ، فكان أحد المؤسسين الأوائل لحزب التحرير الإسلامي في فلسطين عام 1952م وترشح لعضوية مجلس النواب عن حزب التحرير ثلاث مرات .

## انفصاله عن حزب التحرير
في سنة 1958 م سكن مدينة القدس، وفي هذه الأثناء انفصل عن حزب التحرير ، وعاد إلى سلك الوظيفة ، فعين مديراً لأوقاف القدس ، ثم نقل مديراً لدار الأيتام الإسلامية الصناعية ، واستمر في هذه الوظيفة حتى تسليم القدس ، وقد كان في الوقت نفسه مدرساً المسجد الأقصى ، وله درس مشهور بعد صلاة الجمعة من كل أسبوع حيث يحذر فيه من تسليم بقية فلسطين والقدس ، ثم ما لبثت أن وقعت الخيانة والنكبة حيث أنه كان قد غادر قبل الخيانة بيوم في الرابع من حزيران 1967 م إلى بيروت لشراء كمية من الورق لمطبعة دار الأيتام ، ولم يتمكن من العودة إلى القدس
```
، حينها بدأت مؤامرة التسليم يوم الخامس من حزيران ، فتوجه إلى 
عمان
 ، وأقام فيها ، حيث عمل موظفاً في وزارة الأوقاف ، وكان يخطب الجمعة في المساجد ، ويشرح ، ويبين كيف تمت الخيانة والتآمر مهاجماً الأوضاع السياسية في المنطقة ، وكلفه هذا الأمر أن منع من الخطابة عدة مرات ، وبقي موظفاً في وزارة الأوقاف حتى سنة 1980 م حيث أحيل على التقاعد بعد خطبة عنيفة له كانت بحضور بعض الوزراء والمسؤولين الكبار في الدولة.
```

## تأسيس حركة الجهاد الإسلامي
تفرغ بعدها للعمل الفكري والسياسي ، وأكمل مسيرته السياسية والجهادية، فأسس حركة الجهاد الإسلامي- بيت المقدس في سنة 1980م ، وصار أميراً لها ، ولما بدأ الاجتياح اليهودي للبنان ، ألقى الكثير من الخطب التي يحث فيها على التطوع والجهاد، فكانت النتيجة أن أودع السجن حيث تعرض للضرب ، ثم قدم للمحكمة التي أمرت بالإفراج عنه ، وبعد مجزرتيّ صبرا وشاتيلا التي قامت بها القوات اللبنانية بالتعاون مع الجيش الإسرائيلي والتي ذهب ضحيتها المئات من النساء والأطفال والرجال ، ألقى خطبة مشهورة ، لا تزال تسجل ، وتوزع حتى الآن ، هاجم فيها الحكام بأسمائهم في يوم عيد الأضحى المبارك في جمع قدر بخمسين ألفاً ، وقدم على إثرها للمحكمة العسكرية مع ابنه الدكتور نادر بتهمة إلقائه خطباً عنيفة، وقد حكم على الأب بالسجن لمدة ستة أشهر ، وعلى الابن لمدة سنة ، وفرضت عليه الإقامة الجبرية في عمان في مكان سكنه ، ومنع من الخروج منها إلا بإذن السلطات المختصة ، الا ان حركته قامت بعدة عمليات في القدس وسائر أنحاء فلسطين ، واندمجت مع حركة الجهاد الإسلامي في فلسطين بقيادة فتحي الشقاقي.

## مؤلفاته
- زوال إسرائيل حتمية قرآنية.
- أضواء كاشفة.
- الحقيقة كما عشتها.
- الغيب في المعركة والتغيير الكوني.

## وفاته
توفي اسعد التميمي في العاصمة الأردنية عمان يوم السبت الموافق 21/3/1998م.